# Toba (Mie)
Toba (japanisch 鳥羽市, -shi) ist eine Stadt in der japanischen Präfektur Mie auf der Shima-Halbinsel.

## Geographie
Toba liegt östlich von Ise und südöstlich von Tsu am Pazifischen Ozean.

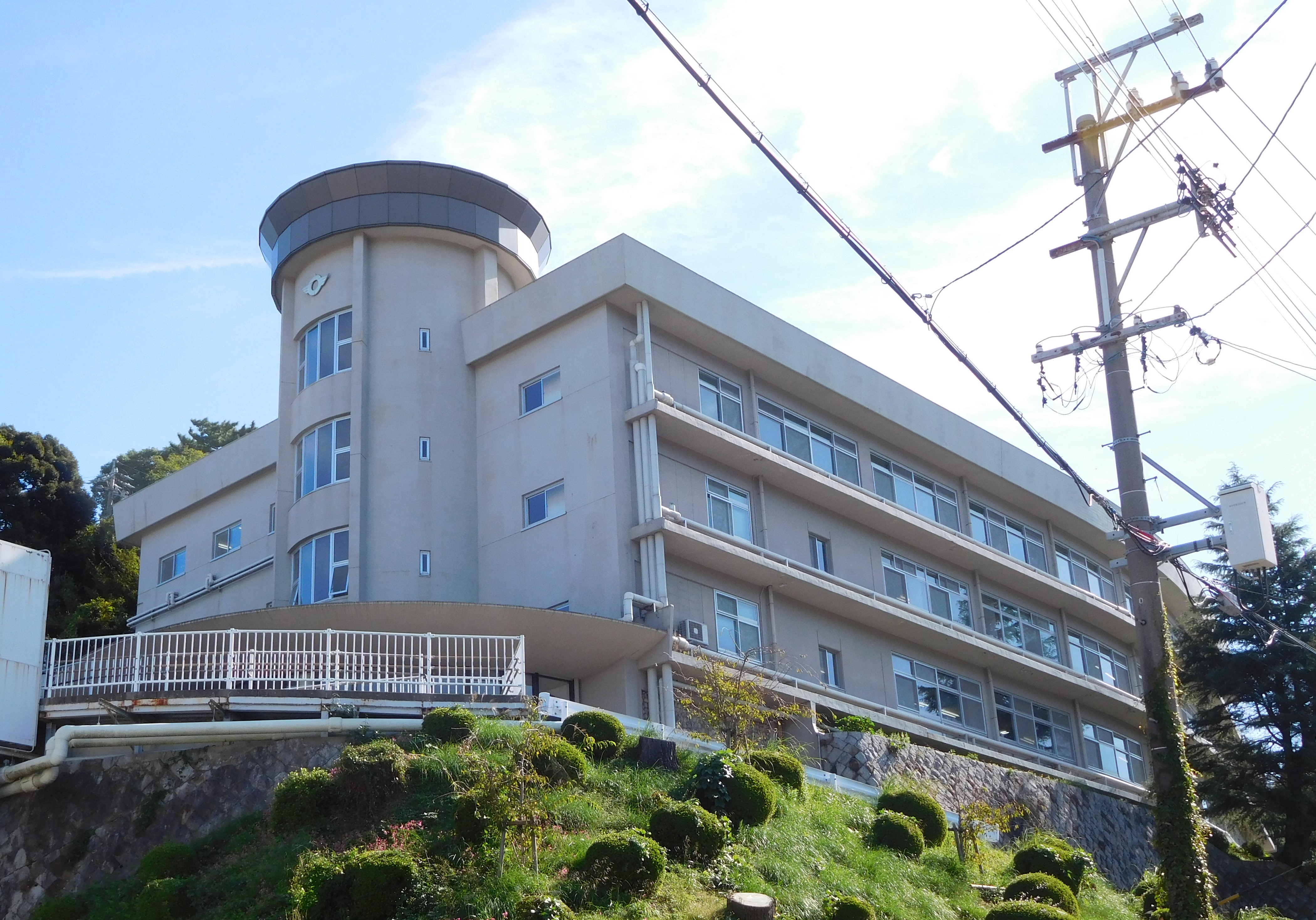
Rathaus

## Sehenswürdigkeiten
- Kata-jinja (Schrein)
- Toba Sea-Folk Museum
- Mikimoto Pearl Island (Perlenmuseum)
- Burgruine Toba
- Toba Aquarium

## Geschichte
Toba ist eine alte Burgstadt, mit einer Burg, auf der zuletzt die Inagaki mit einem Einkommen von 30.000 Koku residierten. Während der Edo-Zeit war Toba ein wichtiger Hafen für Pilger zum Ise-Schrein.
Toba wurde am 1. November 1954 nach Zusammenführung den ehemaligen Gemeinden Toba, Kamo, Nagaoka, Kagamiura, Momoroti, Sugashima, Toshi und Kamishima als Stadt eingestuft.

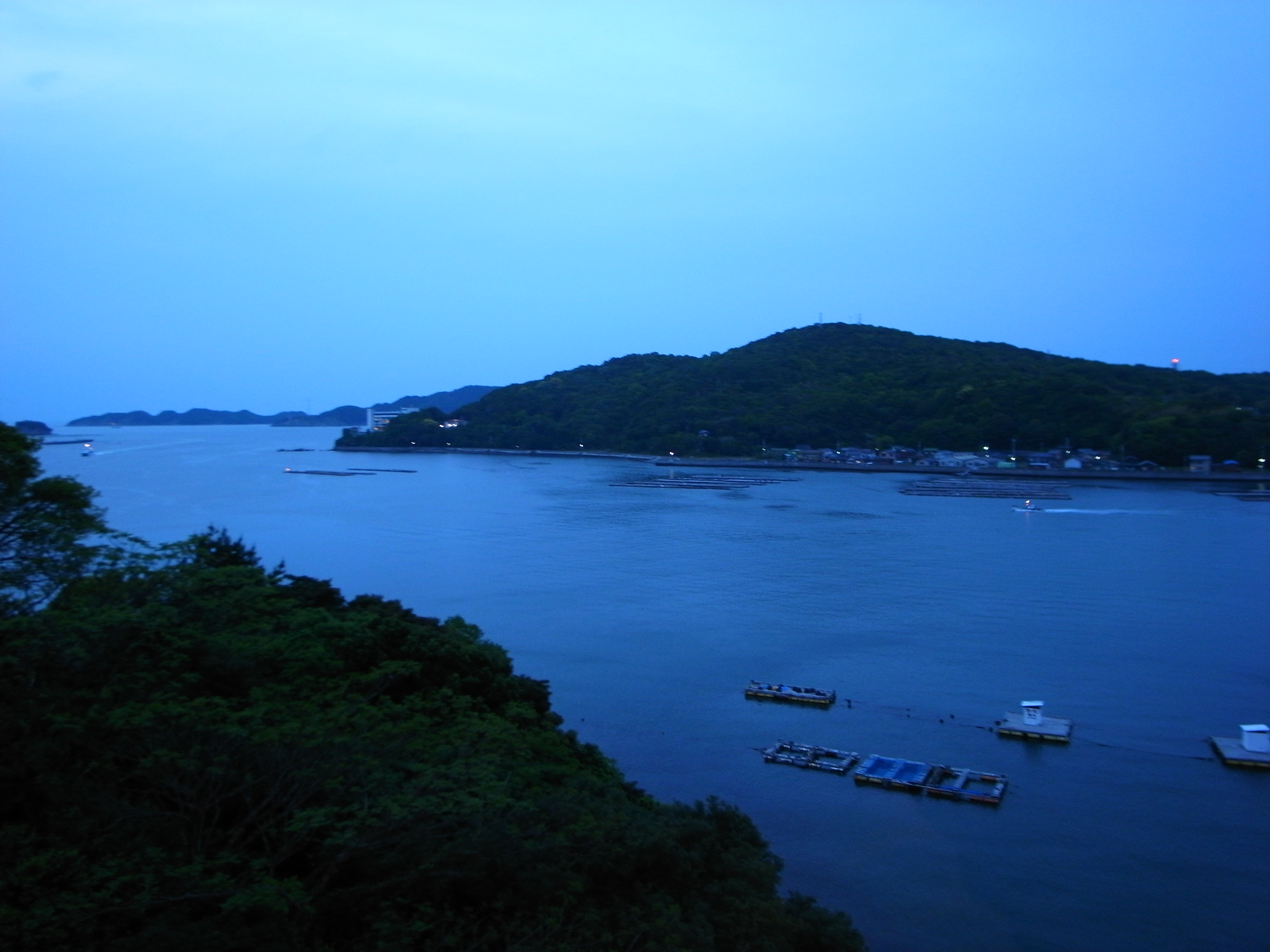
Die Hafenbucht von Toba (Mie)

## Verkehr
- Straße:
  - Nationalstraße 42, 167, 259
- Zug:
  - Kintetsu Shima-Linie
  - Kintetsu Toba-Linie
  - JR Sangū-Linie

## Angrenzende Städte und Gemeinden
- Ise
- Shima

## Städtepartnerschaften
- Santa Barbara, Vereinigte Staaten, seit 1966[1]
- Sanda, Japan, seit 2011

## Söhne und Töchter der Stadt
- Miura Chora (1729–1780), Haiku-Poet der mittleren Edo-Zeit
- Kokichi Mikimoto (1858–1954), Erfinder der Zuchtperle
- Masaru Yamada (* 1994), Degenfechter